# Santiago Legarre
Santiago Legarre (Buenos Aires, 24 maggio 1968) è uno scrittore e avvocato argentino, professore ordinario di diritto presso la Pontificia università cattolica argentina (U.C.A.), con attive collaborazioni in diverse Università negli USA e in Africa.

## Biografia
Si è laureato in Diritto nel 1992 presso la U.C.A., ed ha in seguito ottenuto un Master in Legal Research presso l'Università di Oxford e un Dottorato in Giurisprudenza presso la Universidad de Buenos Aires. 
La sua tesi di Master è stata pubblicata nel 2007 sul Journal of Constitutional Law della University of Pennsylvania, con il titolo “The Historical Background of the Police Power”.
Subito dopo aver ricevuto l'abilitazione da Avvocato, Legarre ha lavorato per due anni come funzionario presso la Corte Suprema de Justicia de la Nación. Frutto di questo lavoro è stato la sua prima monografia “El requisito de la trascendencia en el recurso extraordinario”, con prefazione del profesor Germán Bidart Campos, pubblicato nel 1994 dalla casa editrice Abeledo-Perrot.
A partire dal 1995 (e fino ad oggi) Legarre si è dedicato a tempo pieno alla docenza universitaria. Per dieci anni ha insegnato presso la Universidad Austral e, dal 2007, presso la U.C.A. Dal 2003, ha iniziato, altresì, a tenere corsi di Diritto costituzionale comparato negli Stati Uniti, in qualità di visiting professor, dapprima all'Universidad Estatal de Luisiana e, a partire dal 2012 (e fino ad oggi) presso la Universidad de Notre Dame, in Indiana. 
Nello stesso anno entra a far parte del corpo docenti che ha dato vita alla Strathmore Law School, a Nairobi (Kenya), dove collabora tuttora in qualità di visiting professor e all'interno della quale ha sviluppato un nuovo sistema di formazione giuridica attraverso i disegni. Uno dei risultati della sua presenza sul suolo africano è stato il suo “diario di bordo” (dal titolo “Un professore sciolto in Africa”) pubblicato nel 2016 dalla casa editrice Claridad.
Legarre viaggia anche abitualmente in Italia: nel 2009, ha tenuto una conferenza in inglese dal titolo “The Historical Beckground of the Police Power: Vattel and his Legacy” all'interno di un convegno internazionale organizzato dal Max-Planck-Institute for European Legal History . Nel 2011, invece, sempre a Lecce ha tenuto un seminario in italiano dal titolo la “Crisi dello stato moderno nel processo di internazionalizzazione” presso la “Biblioteca Provinciale Bernardini”.
Legarre insegna e pubblica principalmente in materia di Diritto costituzionale e Filosofia del Diritto ed ha all'attivo quattro monografie, oltre ad essere co-autore di altri tre libri.
La sua terza monografia, “Ensayos de Derecho Constitucional” (2014), raccoglie gran parte delle sue oltre settanta pubblicazioni scientifiche, molte delle quali sono state pubblicate in lingua inglese. 
Il suo più recente lavoro, intitolato "Obligatoriedad atenuada de la jurisprudencia de la Corte Suprema de Justicia de la Nación", e stato pubblicato dalla casa editrice Ábaco ad aprile 2016.
Dal 2008 ha iniziato (sempre presso la U.C.A.) un laboratorio di scrittura per gli studenti di Diritto, al quale hanno già partecipato oltre cento allievi. Con un gruppo di questi, Legarre ha dato vita ad una rivista digitale di cultura per giovani (Sed Contra), della quale sono già stati pubblicati 38 numeri dove sono presenti i lavori di oltre 300 studenti. Unitamente a questo progetto, Legarre ha iniziato con una certa frequenza a pubblicare articoli su temi di attualità sul quotidiano argentino “La Nación”. Più di recente ha anche pubblicato sulla “Revista de Cultura Ñ” (del gruppo editoriale Clarín).
Legarre è, infine, ricercatore principale del Consejo Nacional de Investigaciones Científicas y Técnicas (CONICET) ed anche giudice onorario presso il Poder Judicial della Città di Buenos Aires. 
Batterista amatoriale, di tanto in tanto partecipa a festival musicali con alcuni dei suoi alunni.